# Mario Ricci
Mario Ricci (Padua, 13 augustus 1914 - Como, 22 februari 2005) was een Italiaans wielrenner.
Hij was prof van 1938 tot 1950 en een van de betere Italiaanse renners van zijn generatie. Jarenlang reed hij met Fausto Coppi en Gino Bartali in de Legnano-ploeg. Hij stond te boek als een sprinter, maar kwam ook redelijk goed over de heuvels en door het middengebergte. Op zijn erelijst prijken onder andere tweemaal de Ronde van Lombardije en vier ritten in de Ronde van Italië.
Ricci was van 1967 tot 1972 bondscoach van de Italiaanse ploeg en leidde Vittorio Adorni (1968) en Marino Basso (1972) naar de wereldtitel.

## Belangrijkste resultaten
1939
6e plaats Milaan-San Remo
1940
2e plaats Ronde van de Drie Valleien
2e plaats Ronde van Emilia
1941
Winnaar Ronde van Lombardije
2e plaats Milaan-San Remo
3e plaats Coppa Bernocchi
1942
2e plaats Italiaans kampioenschap
1943
1e plaats  Italiaans kampioenschap op de weg, Elite
1945
Winnaar Ronde van Lombardije
Winnaar Trofeo Matteotti
2e plaats Ronde van de Drie Valleien
1946
Etappe 8 in de Ronde van Italië
2de plaats Ronde van de Drie Valleien
3e plaats Milaan-San Remo
3e plaats Coppa Bernocchi
4e plaats Wereldkampioenschap
1947
Winnaar Coppa Bernocchi
Etappe 4 in de Ronde van Romandië
Etappe 10 in de Ronde van Italië
2e plaats Ronde van de Drie Valleien
3e plaats Italiaans kampioenschap
1948
Etappe 2 in de Ronde van Italië
6e plaats Wereldkampioenschap
1949
Winnaar Coppa Bernocchi
Etappe 6 in de Ronde van Italië
5e plaats Italiaans kampioenschap
5e plaats Ronde van Lazio
1950
Etappe 2 in de Ronde van Catalonië
3e plaats Italiaans kampioenschap

## Resultaten in voornaamste wedstrijden
| Jaar | Ronde van Italië | Ronde van Frankrijk | Ronde van Spanje |
| ---- | ---------------- | ------------------- | ---------------- |
| 1938 |                  |                     |                  |
| 1939 | opgave           |                     |                  |
| 1940 | opgave           |                     |                  |
| 1941 |                  |                     |                  |
| 1942 |                  |                     |                  |
| 1943 |                  |                     |                  |
| 1944 |                  |                     |                  |
| 1945 |                  |                     |                  |
| 1946 | opgave (1)       |                     |                  |
| 1947 | opgave (1)       |                     |                  |
| 1948 | 33e (1)          |                     |                  |
| 1949 | 49e (1)          | 40e                 |                  |
| 1950 | opgave           |                     |                  |

| Jaar | Milaan-San Remo | Ronde van Lombardije |  | WK op de weg |
| ---- | --------------- | -------------------- |  | ------------ |
| 1938 |                 | 12e                  |  |              |
| 1939 | 6e              |                      |  |              |
| 1940 | 10e             | 23e                  |  |              |
| 1941 | ↑               | ↑                    |  |              |
| 1942 | 17e             | 7e                   |  |              |
| 1943 | 9e              |                      |  |              |
| 1944 |                 |                      |  |              |
| 1945 |                 | ↑                    |  |              |
| 1946 | ↑               |                      |  | 4e           |
| 1947 |                 | 8e                   |  |              |
| 1948 |                 |                      |  | 6e           |
| 1949 |                 |                      |  | 14e          |
| 1950 | 9e              | 54e                  |  |              |